# Малбаша, Никола
Никола Малбаша (сербохорв. Nikola Malbaša; 12 сентября 1977, Земун, Белград) — сербский футболист, левый защитник. Выступал за сборную Сербии и Черногории.

## Биография

### Клубная карьера
Воспитанник белградского клуба «Земун». Во взрослых соревнованиях дебютировал в сезоне 1997/98 в составе клуба «Младост» (Апатин) во втором дивизионе. С 1998 года в течение пяти сезонов выступал в высшем дивизионе за «Хайдук» (Кула), сыграл ровно 100 матчей. В ходе сезона 2002/03 перешёл в белградский «Партизан» и в том же сезоне стал чемпионом страны, а на следующий год — серебряным призёром.
Летом 2004 года вместе с другим сербским футболистом Бояном Завишичем был на просмотре в российском «Тереке». По словам официальных лиц «Терека», футболисты не подошли команде, либо наоборот, сам Малбаша заявил, что «Терек» — команда не его уровня. Тем не менее, был подписан трёхлетний контракт с некими посредниками, хотя руководители «Терека» отрицали факт подписания контракта, а футболист не был заявлен на сезон. В начале 2005 года, когда Малбаша планировал перейти в греческий АЕК, ему пришлось разрывать данный контракт с помощью юристов ФИФА.
С начала 2005 года в течение полутора лет выступал в чемпионате Греции за АЕК (Афины), команда занимала третье и второе места в чемпионате. Осенью 2006 года был в составе клуба немецкой второй Бундеслиги «Кобленц», но на поле не выходил. В 2007 году выступал в чемпионате Китая за «Шаньдун Лунэн» под руководством сербского тренера Любиши Тумбаковича, и стал бронзовым призёром чемпионата.
По окончании сезона 2007 года завершил профессиональную карьеру.

### Карьера в сборной
27 марта 2003 года дебютировал в сборной Сербии и Черногории в товарищеском матче с Болгарией. Всего сыграл 5 матчей за сборную, и во всех команда потерпела поражения с минимальным счётом. Последнюю игру провёл 16 ноября 2003 года против Польши.